# Anacamptiplatanthera payotii
Anacamptiplatanthera payotii är en orkidéart som beskrevs av Paul Victor Fournier. Anacamptiplatanthera payotii ingår i släktet Anacamptiplatanthera och familjen orkidéer. Inga underarter finns listade i Catalogue of Life.